# TT388

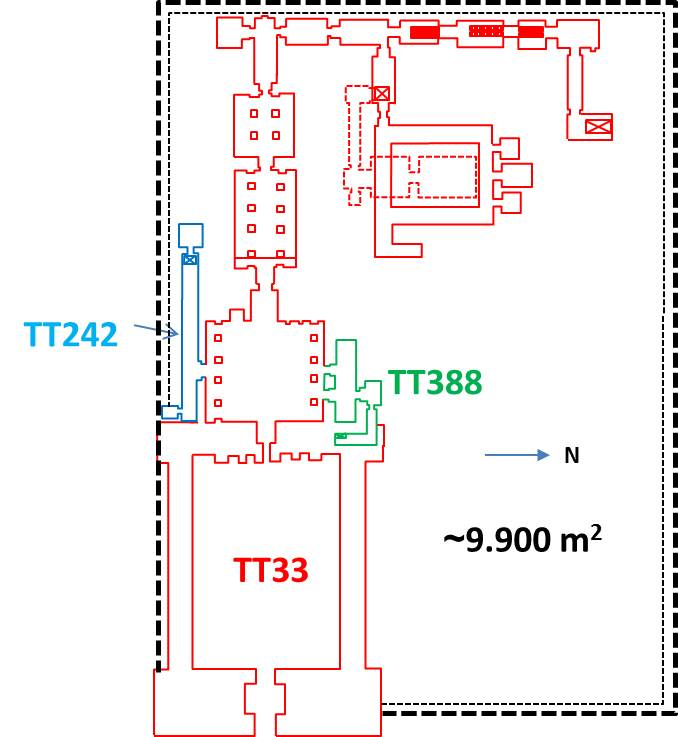
Planimetria schematica dell'area recinto delle tombe TT33, TT242, TT388

TT388 (Theban Tomb 388) è la sigla che identifica una delle Tombe dei Nobili ubicate nell'area della cosiddetta Necropoli Tebana, sulla sponda occidentale del Nilo dinanzi alla città di Luxor, in Egitto. Destinata a sepolture di nobili e funzionari connessi alle case regnanti, specie del Nuovo Regno, l'area venne sfruttata, come necropoli, fin dall'Antico Regno e, successivamente, sino al periodo Saitico (con la XXVI dinastia) e Tolemaico.

## Titolare
TT388 era la tomba di:
| Titolare    | Titolo   | Necropoli  | Dinastia/Periodo | Note                                     |
| ----------- | -------- | ---------- | ---------------- | ---------------------------------------- |
| sconosciuto | non noto | el-Assasif | Periodo Tardo    | versante nord, nel II cortile della TT33 |

## Biografia
Nessuna notizia biografica è ricavabile; la TT388 non presenta tracce di testi.

## La tomba
La recinzione dal complesso (oggi quasi completamente scomparsa) copriva un'area di circa 9.900 m² e la sola parte sotterranea, pertinente alla TT33, è iscrivibile in un quadrato di 68 x 45 m per una superficie percorribile calcolata in 1.062 m²; lo sviluppo dei corridoi supera i 320 m e le pareti decorate, gran parte delle quali molto danneggiate, coprono un'area di oltre 2.600 m².
Sebbene la TT33 fosse già nota a Richard Pococke nel corso della sua visita alla Necropoli tebana del 1737, questa venne più compiutamente scavata e studiata a partire solo dal 1881 da Johannes Dümichen dell'Università di Strasburgo.
Da un primo cortile esterno si accede ad un secondo cortile con pilastri in cui si aprono gli accessi alle tombe TT33 e TT242. L'ingresso a TT388 si trova a nord e la sepoltura si sviluppa planimetricamente come una lunga sala trasversale, cui si accede da due porte, che, per un buon tratto, corre parallela al secondo cortile con andamento ovest-est; quasi al centro della parete più lunga si apre un'anticamera che dà accesso a un corridoio angolato, al termine del quale si apre un pozzo verticale. Scarsi sono i resti pittorici parietali: nella sala trasversale (1 e 2 in planimetria) abbozzi di liste di offerte e scene di rituali; sulla parete opposta (3), su due registri sovrapposti, portatori di offerte e liste di offerte, dinanzi al defunto; sulle altre pareti (da 4 a 7), su due registri, offertorio di cibi, portatori di offerte e scene di macellazione.

### Annotazioni
1. ↑  La numerazione dei locali e delle pareti segue quella di Porter e Moss 1927, p. 52.
2. ↑  Per differenziare le tombe che insistono nell'area, le numerazioni relative sono riportate in differente colore: rosso per la TT33; azzurro per la TT242; verde per la TT388.
3. ↑  La prima numerazione delle tombe, dalla numero 1 alla 252, risale al 1913 con l'edizione del "Topographical Catalogue of the Private Tombs of Thebes" di Alan Gardiner e Arthur Weigall. Le tombe erano numerate in ordine di scoperta e non geografico; ugualmente in ordine cronologico di scoperta sono le tombe dalla 253 in poi.
4. ↑  I campi della Duat, ovvero l'aldilà egizio, si trovavano, secondo le credenze, proprio sulla riva occidentale del grande fiume.
5. ↑  Nella sua epoca di utilizzo, l'area era nota come "Quella di fronte al suo Signore" (con riferimento alla riva orientale, dove si trovavano le strutture dei Palazzi di residenza dei re e i templi dei principali dei) o, più semplicemente, "Occidente di Tebe".
6. ↑  le Tombe dei Nobili, benché raggruppate in un'unica area, sono di fatto distribuite su più necropoli distinte.
7. ↑  Le note, sovente di inquadramento topografico della tomba, sono tratte dal "Topographical Catalogue" di Gardiner e Weigall, ed. 1913 e fanno perciò riferimento alla situazione dell'epoca.
8. ↑  Johannes Dümichen (1833-1894), egittologo tedesco.

### Fonti
1. ↑  Gardiner e Weigall 1913.
2. ↑  Donadoni 1999,  p. 115.
3. 1 2 3 4  Porter e Moss 1927,  p. 438.
4. ↑  Gardiner e Weigall 1913, pp. 38-39.
5. ↑  Gardiner e Weigall 1913, p. 39.
6. ↑  Claude Traunecker, egittologo francese, Le Palais Funéraire de Padiaménopé redécouvert (TT33), in "Egypte Afrique & Orient", 2008 n. 51, pp. 15-48.
7. ↑  Date le dimensioni e la struttura architettonica, Pococke la definì "un palazzo sotterraneo".
8. ↑  Porter e Moss 1927,  pp. 50-56.
9. ↑  Porter e Moss 1927,  p. 332.
10. ↑  Porter e Moss 1927,  p. 439.